# Parker Pyne istražuje
Parker Pyne istražuje (izdana 1934.) je zbirka kratkih priča Agathe Christie s Parker Pyneom i Ariadne Oliver u glavnim ulogama.

## Radnja
U ovoj zbirci kratkih priča upoznajemo dva lika koja će kasnije često pomagati Hercule Poirotu: Miss Felicity Lemon koja radi kao osobna tajnica Parkera Pynea, koju je Hercule uposlio u priči 'How Does Your Garden Grow?', kao i Gđu. Ariadne Oliver koja pomaže Parkeru Pyne u 'The Case of the Discontented Soldier' i dovodi do njenog prvog samostalnog pojavljivanja 1936. godine u knjizi "Karte na stol". 
Ovdje se nalaze sljedeće kratke priče: 
1. The Case of the Middle-Aged Wife,
2. The Case of the Discontented Soldier,
3. The Case of the Distressed Lady,
4. The Case of the Discontented Husband,
5. The Case of the City Clerk,
6. The Case of the Rich Woman,
7. Have You Got Everything You Want?,
8. The Gate of Baghdad,
9. The House at Shiraz,
10. The Pearl of Price,
11. Death on the Nile,
12. The Oracle at Delphi.